# Gemaal Koning Willem I
Gemaal Koning Willem I is een modern gemaal uit december 2001 dat de waterhuishouding binnen de Nederlandse Haarlemmermeerpolder regelt. Het gemaal is te vinden bij Vijfhuizen, een paar kilometer ten oosten van het oude stoomgemaal De Cruquius.
Het gemaal Koning Willem I is een van de vier hoofdgemalen in de Haarlemmermeer. De andere hoofdgemalen zijn Gemaal De Lynden, Gemaal De Leeghwater en Gemaal De Bolstra. Met het gemaal Koning Willem I werd de  bemalingscapaciteit met 600 m³ per minuut uitgebreid, hiermee kwam de totale bemalingscapacteit in de Haarlemmermeer op 2100 m³ per minuut. Het nieuwe gemaal is, in tegenstelling tot de historische gemalen in de Haarlemmermeer, niet opvallend. Er is gekozen voor het aanzien van een kapschuur omdat dit volgens de ontwerpers goed past binnen de natuurlijke omgeving. Het gemaal is gebouwd in opdracht van Waterschap Groot-Haarlemmermeer, de bouw kostte ca. 3,5 miljoen euro.
Het gemaal Koning Willem I heette van december 2001 tot juni 2002 gemaal Vijfhuizen. Toen Prins Willem Alexander op dinsdag 4 juni 2002 na de restauratie de stoommachine van het historische gemaal De Cruquius in beweging zette, werd van de gelegenheid gebruikgemaakt om de prins tevens het gemaal Vijfhuizen om te laten dopen. Vanaf die dag heet het gemaal Koning Willem I. De nieuwe naam van het gemaal is een eerbetoon aan Koning Willem I die een belangrijke rol speelde bij de droogmaking van de Haarlemmermeer. Hij nam in 1839 het droogmakingbesluit, nadat er drie eeuwen over gesproken was.
Ook over gemaal Koning Willem I is lang gesproken, weliswaar geen drie eeuwen, maar wel dertig jaar. De meningen over de noodzaak van een nieuw hoofdgemaal waren verdeeld. Op alle niveaus, van bewoners tot het Hoogheemraadschap van Rijnland, werd strijd geleverd. In 1996 werd de knoop doorgehakt en werd het bouwbesluit genomen. Een extra hoofdgemaal was nodig omdat de Haarlemmermeer steeds meer bebouwd wordt, vooral Hoofddorp en Schiphol breiden zich snel uit. Hierdoor neemt het verharde oppervlak in de polder toe en kan het water moeilijker via de bodem worden afgevoerd. Bovendien wordt door de klimaatverandering de regenval steeds heviger. Een jaar voor de ingebruikname van gemaal Koning Willem I was er zelfs noodbemaling nodig om de Haarlemmermeer droog te houden.
De Leeghwater · De Lynden · De Cruquius · De Bolstra · De Koning Willem I